# Devondrick Walker
Devondrick Walker, né le 11 juillet 1992, à Garland, au Texas, est un joueur américain de basket-ball. Il évolue au poste d'arrière.

## Palmarès
- NBA Development League Most Improved Player Award 2017